# Babino-Tomachowska Cukrownia
Babino-Tomachowska Cukrownia – dawna spółka akcyjna z siedzibą w Warszawie. Założona w 1913 r.
W 1913 zostaje założona Babino-Tomachowska Cukrownia Spółka Akcyjna. Siedziba zarządu w 1930 znajdowała się w Warszawie przy ul. Chmielnej 32, w 1934 przy ul. Jasnej 8, a w 1938, przy pl. Napoleona 3, zakład produkcyjny znajdował się – w Babinie, pow. Równe.
W 1928 kapitał zakładowy spółki wynosił 780 000 złotych, podzielonych na 7800 akcji, po 100 zł nominalnej wartości każda. Po wypuszczeniu drugiej emisji 600 akcji o nominale 100 zł każda, w maju 1929 kapitał spółki wynosił 840 000 złotych. Akcje można było kumulować w odcinkach po jednej, 10, 50, 100 i 500.
W 1932 zarząd spółki stanowili: Karol Sachs, dr Henryk Aschkenazy, Roman hr Potocki, dr Teodor Frankl, Oskar Pollak, Dominik Józef Pennock. 31 października 1933 Walne Zgromadzenie akcjonariuszy spółki odwołało dr Frankla z zarządu.
W 1934 wypłacono dywidendę akcjonariuszom po 10 zł za każdą akcję. Zgodnie z bilansem na rok operacyjny 1933/34 majątek spółki wynosił 6 391 041 zł.
W 1938 w skład rady nadzorczej wchodzili: Karol Sachs (prezes), dr Henryk Aschkenazy (wiceprezes), D. J. Pennock, Michał Wadiajeff, Roman hr. Potocki, Eliasz Sachs. Dyrekcję tworzyli: Karol Sachs (administracja), Leon Szepczyński (dyrektor fabryki), Władysław Sokołowski (prokurent). Kapitał zakładowy wynosił 840 tys. zł podzielonych 8,4 tys. akcji na okaziciela o nominale 100 zł każda. W 1938 r. zatrudniano 680 robotników, 6 osób z personelu technicznego oraz 16 urzędników.
Zakład produkcyjny w Babinie posiadał własną elektrownię.
Produkowano kryształ biały – 42 507 q w sezonie 1936/1937. Plantacje cukrowni obejmowały 1647 ha.
W wyniku agresji Związku Radzieckiego na Polskę w 1939 zakład produkcyjny został przejęty przez sowietów, a następnie znacjonalizowany.